# Jorge Aguilera
Pour les articles homonymes, voir Aguilera.
Ne doit pas être confondu avec Jorge Luis Aguilera.
Jorge Aguilera (né à Mexico) est un réalisateur, scénariste, producteur et monteur de cinéma mexicain.

## Filmographie

### Comme réalisateur
- 1991 : Pero se sigue viviendo
- 1993 : Juguete, arte objeto
- 1993 : Esperando la lluvia
- 2001 : Seres humanos
- 2005 : Belleza accidental

### Comme scénariste
- 1991 : Pero se sigue viviendo'
- 1991 : Siete minutos
- 1993 : arte objeto Juguete
- 2001 : Seres humanos
- 2005 : Belleza accidental
- 2007 : 5:55 de Javier Aguilera et José Márquez

### Comme producteur
- 2007 : 5:55 de Javier Aguilera et José Márquez

### Comme monteur
- 1991 : Pero se sigue viviendo
- 1992 : El Beso final de Federico Barbabosa
- 1993 : Juguete, arte objeto
- 1993 : Un Sandwich de Marcela Arteaga
- 1995 : Tepu de Juan Francisco Urrusti
- 1996 : Sobrenatural de Daniel Gruener
- 2001 : Seres humanos